# Giovanni Leone
Giovanni Leone (phát âm tiếng Ý: [ʤoˈvanni leˈoːne]; 3 tháng 11 năm 1908 – 9 tháng 11 năm 2001) là chính trị gia người Ý. Ông là Thủ tướng thứ 37 của Ý từ 21 tháng 6 năm 1963 đến 4 tháng 12 năm 1963 và từ 24 tháng 6 năm 1968 đến 12 tháng 12 năm 1968. Ông còn giữ chức Tổng thống thứ sáu của Ý từ năm 1971 đến năm 1978.

## Tiểu sử
Leone sinh ra ở Naples từ Mauro và Maria Gioffredi, cả Pomigliano d'Arco, cha của ông, Mauro Leone là một luật sư nổi bật của Naples Bar, và đã tham gia vào việc thành lập Đảng Nhân dân ở Campania.
Ông tốt nghiệp luật năm 1929 của Đại học Naples Federico II có uy tín. Cha của ông là một trong những người sáng lập Democrazia Cristiana ở thành phố quê hương của ông, và ông được bầu vào Quốc hội Lập hiến Ý năm 1946. Một thành viên của phe cánh hữu trong đảng của ông, ông được bầu vào Hạ viện Ý năm 1948, Được xác nhận cho đến năm 1963. Trong những năm 1955-1963, ông cũng là Chủ tịch của Phòng, từ đó ông từ chức một thời gian ngắn làm Thủ tướng.